# Hradec u Stoda

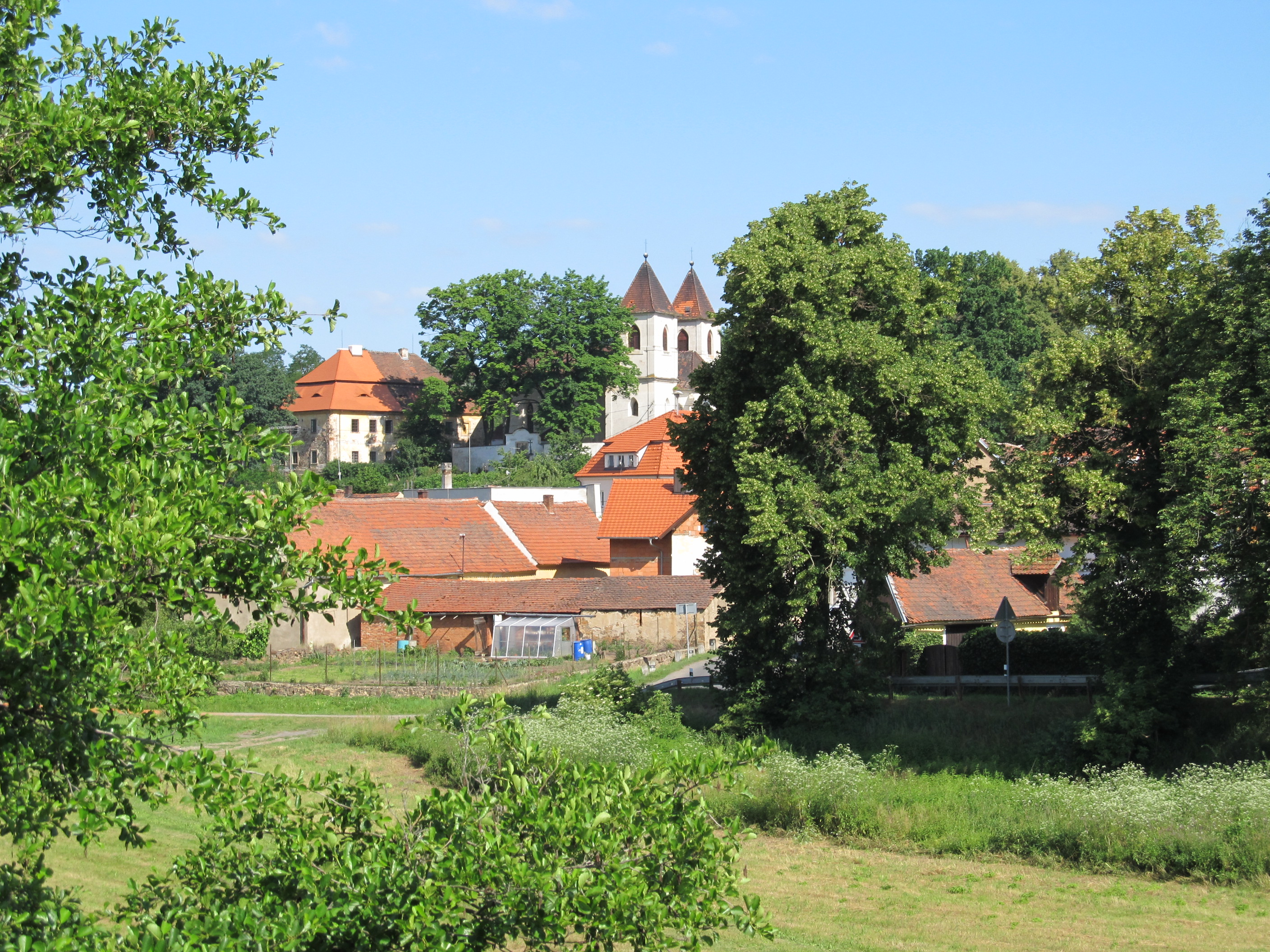
Blick auf Hradec

Hradec (deutsch Hradzen) ist eine Gemeinde mit 443 Einwohnern in Tschechien. Sie liegt drei Kilometer westlich  von Stod an der Radbuza und gehört zum Okres Plzeň-jih. Die Katasterfläche beträgt 673 Hektar.

## Geographie
Hradec befindet sich in 348 m ü. M. links der Radbuza an der Einmündung des Touškovský potok bzw. Mířovický potok. Anderthalb Kilometer südwestlich mündet am Fuße des Hügels der Hořina (Horzina, 408 m n.m.) die Hořina in die Radbuza. Durch den Ort führt die Bahnstrecke Plzeň–Furth im Wald.
Nachbarorte sind Ves Touškov im Norden, Stod im Osten, Střelice im Südosten, Holýšov im Südwesten, Lisov und Červený Mlýn im Westen, sowie Mířovice im Nordwesten.

## Geschichte
Die erste urkundliche Erwähnung von Hradec als Besitz des Klosters Kladruby stammt aus dem Jahre 1186. Der Ort ist aber wesentlich älter und war vom neunten bis zum 13. Jahrhundert ein bedeutendes slawisches Siedlungszentrum, von dem Reste der alten Gräben und Wälle des sechs Hektar großen Burghügels bei Ausgrabungen freigelegt wurden.
1284 übergab Wenzel II. Hradec an das Kloster Chotěšov. Seit 1298 ist auf dem Burghügel die Laurentiuskirche nachweisbar und aus dem Jahre 1354 stammen die ersten Nachrichten über die St.-Adalbert-Kirche. Im 14. Jahrhundert entstand neben der Laurentiuskirche eine Feste.
1406 war Hradec Schauplatz einer kriegerischen Auseinandersetzung, in der Propst Sulek im Auftrag König Wenzels des Faulen mit einem 7000 Mann starken Heer eine bayerische Söldnertruppe König Ruprechts schlug, die die Region peinigte. Durch die Wirren des Dreißigjährigen Krieges verödete der Ort und das Kloster rief deutsche Siedler ins Land. 1669 wurde die Laurentiuskirche erweitert und erhielt dabei große Fenster und einen Turmanbau. Nachdem 1768 letztmals Reparaturarbeiten erfolgt waren, wurde diese Kirche nach der Auflösung des Klosters aufgegeben und später für die Errichtung einer Siedlung abgebrochen.
1910 eröffnete der Arzt W. Linhart in einer Villa ein Sanatorium, das nach dem Zweiten Weltkrieg einging. Das Gebäude dient nun als Gemeindeamt.
Die Pfarre Hradzen umfasste auch die umliegenden Orte Strelitz, Lissowa und Honositz. 1921 lebten in Hradzen 628 Einwohner, davon 540 Deutsche, die nach dem Zweiten Weltkrieg vertrieben wurden.
Im Tal des Mířovický potok liegt ein alter Steinbruch, der als Badesee genutzt wird.

## Gemeindegliederung
Für die Gemeinde Hradec sind keine Ortsteile ausgewiesen.

## Sehenswürdigkeiten
- Georgiuskirche, gotisches Bauwerk, 1773 nach einem Brand wiederaufgebaut und mit barocker Ausstattung versehen, wurde unter Denkmalschutz gestellt
- Pfarrhaus
- Alter slawischer Burghügel, an der Straße nach Lisov, bebaut mit Siedlungshäusern aus dem 20. Jahrhundert